# Safet Alibašić
Safet Alibašić (ur. 21 grudnia 1982 w Tuzli) – bośniacki niepełnosprawny siatkarz, multimedalista paraolimpijski.
Członek reprezentacji narodowej od 2001 roku. Stał na podium mistrzostw świata i Europy (m.in. mistrz świata z 2002 i 2006 roku, oraz mistrz Europy z lat 2001, 2003, 2009 i 2013). W latach 2004–2021 pięciokrotnie zdobył medal igrzysk paraolimpijskich, w tym dwukrotnie złoty (2004, 2012), dwukrotnie srebrny (2008, 2016) i jednokrotnie brązowy (2021). Do 2019 roku zagrał w 119 meczach reprezentacji Bośni i Hercegowiny.
W 2017 roku został wyróżniony tytułem wybitnego sportowca klasy międzynarodowej przez ministerstwo spraw cywilnych.